# Новорічна дружина
«Новорічна дружина» — кінофільм режисера Світлани Музиченко, що вийшов на екрани в 2012 році.

## Зміст
У самий розпал вечірки в клубі Даша і Максим зустрічають одне одного … і прокидаються в одному ліжку … Вирішивши, що їх звела сама доля, герої приймаються будувати ідеальні, «правильні» стосунки і … подають заяву в ЗАГС, попередньо уклавши парі: якщо протягом місяця їм вдасться не просто прожити разом, а й зберегти почуття закоханості, справа закінчиться весіллям.
Максим з Дашею щосили намагаються стати справжньою парою, хоча життя постійно перевіряє їхні відносини на міцність. А тут і залишені в минулому «пасії» теж раптово загорілися почуттями до отринутих «половинок».
Героям належить пережити немало смішних, а часом драматичних ситуацій, перш ніж вони зрозуміють, чи є дійсно між ними те саме, заради чого все затівалося — любов …

## Ролі
| Актор               | Роль                           |
| ------------------- | ------------------------------ |
| Карина Андоленко    | Дарина Денісова                |
| Сергій Пєрєгудов    | Максим Малявкін                |
| Олена Яковлева      | Лариса Євгенівна, мати Максима |
| Олександр Арсентьев | Ігор                           |
| Антон Васильєв      | Діма                           |
| Світлана Колпакова  | Марина                         |
| Олексій Грішин      | Сергій                         |
| Ганна Донченко      | Світлана                       |
| Данило Ейдлін       | Денис Іванович Маркін          |
| Олена Єфімова       | сусідка                        |

## Знімальна група
- Режисер — Світлана Музиченко
- Сценарист — Катерина Григор'єва, Марина Степнова
- Продюсери — Анастасія Шипуліна, Родіон Павлючик, Олександр Кушаев
- Композитор — Ігор Холопов